# Wang Zhen (atleta)
Wang Zhen (Heilongjiang, 24 d'agost de 1991) és un atleta xinès especialitzat en marxa atlètica.
Als Jocs Olímpics de Londres 2012, va aconseguir la medalla de bronze en la distància de 20 km marxa, quedant a 28 segons del segon classificat, el guatemalenc Erick Barrondo.
Té dues medalles de plata en Campionats del Món. La primera a Daegu 2011 i la segona en Pequín 2015. En el Campionat Mundial d'Atletisme de 2011 va obtenir inicialment el 3º lloc, però els atletes russos Valeri Borchin, guanyador de la prova, i Vladimir Kanaikin, segon, van ser desqualificats el 24 de març de 2016 pel TAS acusats de dopatge. La IAAF va anunciar que les medalles serien redistribuïdes en totes les competicions sota el seu control pel que la resta d'atletes van guanyar dos llocs i Wang Zhen va passar del lloc 4º al 2º.
El 12 de maig de 2012 es va proclamar campió en la Copa del Món de Marxa Atlètica celebrada a la ciutat russa de Saransk. De nou, el 7 de maig de 2016 es va alçar amb l'or en la Copa del Món, cridada ara Campionat del Món de Marxa Atlètica per Equips.
El seu entrenador és Sandro Damilano.

## Marques personals
| Millors marques personals | Millors marques personals | Millors marques personals | Millors marques personals |
| Distància                 | Temps                     | Lloc                      | Data                      |
| ------------------------- | ------------------------- | ------------------------- | ------------------------- |
| 10.000 m.                 | 38:30.38                  | Tianjin, R.P. de la Xina  | 16 de setembre de 2012    |
| 10 km.                    | 37:44                     | Pequín, R.P. de la Xina   | 10 de setembre de 2010    |
| 20 km.                    | 1h:17:36                  | Taicang, R.P. de la Xina  | 30 de març de 2012        |
| 35 km.                    | 2h:31:29                  | Latina, Itàlia            | 29 de gener de 2012       |
| 50 km.                    | 3h:53:00                  | Jinan, R.P. de la Xina    | 26 d'octubre de 2009      |